# Percy Aires
Percy Aires Loesch (San Paolo del Brasile, 28 gennaio 1932 – San Paolo del Brasile, 3 settembre 1992) è stato un attore brasiliano.

## Biografia
Mosse artisticamente i primi passi al cinema negli anni '50, per poi lavorare in teatro e nel teleteatro. Successivamente fu scelto per la parte da protagonista nella telenovela biografica Moulin Rouge, a vida de Toulouse-Lautrec. Apparve poi in qualche altro lungometraggio ma dagli anni 70 lavorò soprattutto per il piccolo schermo. Fu il primo attore brasiliano a sostenere il ruolo dello stesso personaggio - quello di padre Santo - in due diverse telenovelas: Meu Pedacinho de Chão nel 1971 e Voltei Pra Você nel 1983, entrambe sceneggiate da Benedito Ruy Barbosa. In seguito fu scelto per il ruolo del generale Hélio D'Avila nella telenovela Potere.
Già afflitto da vari problemi di salute, Percy Aires morì nel 1992 per un'emorragia interna a carico dello stomaco. 

## Vita privata
Era padre dell'attrice Patricia Aires.

## Filmografia
- Ciúme (1954)
- O Falcão Negro (1954)
- Sangue na Terra (1954)
- Oliver Twist (1955)
- Os Irmãos Corsos (1955)
- TV Teatro (1958)
- Doce Lar Teperman (1959) .... Capitan Peter
- Fim de Semana no Campo (1959)
- A Noite Eterna (1962) .... Ricardo
- Prelúdio, a Vida de Chopin (1962) .... Ellsner
- Moulin Rouge, a vida de Toulouse-Lautrec (1963) .... Toulouse Lautrec
- As Chaves do Reino (1963)
- A Sublime Aventura (1963)
- O Sorriso de Helena (1964) .... Alfredo
- O Segredo de Laura (1964) .... Lourenço
- Alma Cigana (1964)
- O Preço de uma Vida (1965)
- O Cara Suja .... (1965) Patrício
- Teresa (1965) .... Armando
- O Santo Milagroso (1966)
- Ciúmes (1966) .... Severo
- Os Rebeldes (1967)
- Meu Filho, Minha Vida (1967) .... ispettore Morley
- A Última Testemunha (1968) .... Adolfo
- Meu Pedacinho de Chão (1971) .... padre Santo
- A Pequena Órfã (1973)
- O Espantalho (1977) .... commissario Sampaio
- O Direito de Nascer (1978) .... Alfredo
- Eu Compro Essa Virgem (1979)
- Conflito (1982) .... Miguel
- A Força do Amor (1982) .... Alfredo
- Destino (1982) .... Dr. Silveira
- Voltei pra Você (1983) .... padre Santo
- A Ponte do Amor (1983)
- Partido Alto (1984) .... Agostinho
- Uma Esperança no Ar (1985)
- Potere (1986) .... generale Hélio D'Avila
- Brega e Chique (1987) .... Justino
- Os Heróis Trapalhões - Uma Aventura na Selva (1988)